# Joycelyn Elders
Joycelyn Elders (née Minnie Lee Jones le 13 août 1933) est une pédiatre endocrinologue et administratrice de santé publique américaine. Vice admiral de l'United States Public Health Service Commissioned Corps (en), elle est la première afro-américaine et la deuxième femme nommée au poste de chirurgien général des États-Unis. Elle est professeure émérite de pédiatrie à l'University of Arkansas for Medical Sciences (en).
Elders est surtout connue pour ses approches directes de questions délicates telles la libéralisation des drogues et la distribution de contraceptifs dans les écoles,. Ses actions suscitant la controverse, on lui demande de démissionner en décembre 1994.

## Biographie

### Enfance et formation
Minnie Lee Jones naît à Schaal (Arkansas) dans une famille pauvre de fermiers en métayage. Elle est l'aînée de huit enfants. Elle est valedictorian de sa classe. Au college, ce qui correspond en français aux études supérieures, elle change de nom pour Minnie Joycelyn Lee.
En 1948, à l'âge de 15 ans, elle entre au Philander Smith College, college d’arts libéraux historiquement noir à Little Rock grâce à une bourse de l’Église méthodiste unie.
En 1952, après seulement trois ans, elle obtient un B.S. en biologie du Philander Smith College (en) de Little Rock. 

### Carrière
Après avoir travaillé comme aide-soignante dans un hôpital de Milwaukee géré par le Département des Anciens combattants des États-Unis, elle intègre l'Armée de terre des États-Unis en mai 1953. Pendant trois ans, elle est formée en physiothérapie. 
Par la suite, elle entre en 1956 à la faculté de médecine de l'université de l'Arkansas, où elle obtient un M.D. en 1960, première femme à l'avoir obtenu de cette école. Après avoir complété son internat à l'hôpital de l'université du Minnesota (1960-1961) et sa résidence au centre médical de l'université de l'Arkansas, elle y devient la résidente pédiatrique en chef en 1963 et chercheuse en pédiatrie en 1964. 
Elle obtient une M.S. en biochimie en 1967. Elle s’est aussi jointe à la faculté de médecine en 1967, où elle est passée au poste de professeur titulaire en 1976.
En 1987, le gouverneur Bill Clinton nomme Elders comme directrice du département de la santé de l'Arkansas, ce qui en fait la première femme afro-américaine à obtenir ce poste dans cet État.
De 1987 à 1992, elle a presque doublé les vaccinations infantiles, élargi le programme de soins prénatals de l'État et augmenté les options de soins à domicile pour les malades chroniques ou en phase terminale. Elle marque un tournant dans l'histoire de la médecine. 
En 1993, le président Clinton a nommé le Dr Elders Administrateur de la santé publique des États-Unis. Malgré l'opposition des critiques conservatrices, elle fut tout de même confirmée et assermentée le 10 septembre 1993. Pendant ses quinze mois au pouvoir, elle fit face au scepticisme quant à sa politique progressiste tout en continuant à soulever des questions controversées pour le débat. 
Certaines de ses suggestions concernant l’éducation sexuelle dans les écoles publiques ont cependant provoqué une grande controverse, et en décembre 1994, Clinton lui demande de démissionner. 
Elle quitte alors ses fonctions et retourna en 1995 à l'Université de l'Arkansas en tant que chercheuse et professeure d'endocrinologie pédiatrique à l'hôpital pour enfants de l'Arkansas. En 1996, elle a écrit son autobiographie, Joycelyn Elders, M.D "From Sharecropper's Daughter to Surgeon General of the United States of America". 
Elle prend sa retraite en 1999 mais continue de donner de nombreuses conférences sur des questions de santé publique. Cependant, elle est professeure émérite à la faculté de médecine de l'Université de l'Arkansas et reste active dans le domaine de l'éducation en santé publique[réf. nécessaire].
Elle reçoit le 3 décembre 2020 le prix Ryan White Distinguished Leadership Award 2020 de l’IU School of Public Health et du Rural Center for AIDS/STD Prevention.
En mars 2021, Antonia Novello, Joycelyn Elders, David Satcher, Richard Carmona, respectivement les 14e, 15e, 16e et 17e chirurgiens généraux américains, ont envoyé une lettre ouverte à Joe Biden, président des Etats-Unis pour l'exhorter à la création de la Journée nationale du vaccin.
Elle promeut la légalisation des drogues, notamment avec cette tribune d'avril 2021 qu'elle a co-écrite, diffusé par CNN.
Elle est notamment intervenue lors la visioconférence de l’Institut Schiller du 8 mai 2021.